# Creu de terme d'Argençola (Castellnou de Bages)
La Creu de terme d'Argençola és una creu de terme del municipi de Castellnou de Bages (Bages) situada a la carretera de Balsareny a Súria BP-4313, poc després del trencall de Cal Tico.
La creu delimita el terme d'Argençola (i alhora el municipal) i el començament del de Súria. Està situada sobre un peu format per quatre grans lloses quadrangulars que disminueixen el seu volum en funció de l'alçada, a mode de graons. El que seria el cinquè graó, es troba gravat en cadascuna de les seves cares, excepte la posterior; a la part frontal hi té l'escut i la inscripció de 'Catalunya', en un lateral hi té l'escut i la inscripció d''Argençola', i a l'altre lateral hi posa 'MSF 1923', que fa referència a qui la feu construir i l'any en què es va fer. Sobre aquesta llosa hi ha una altra llosa esculpida que s'estreny a mida que creix en alçada, i que presenta una cornisa petita amb volada a la part superior. Culmina el volum una creu llatina que combina el metall i el morter de calç.
Fou erigida a principis del segle XX per l'industrial barceloní Manel Saladrigas Freixa.